# Duga Rijeka
Duga Rijeka falu Horvátországban Kapronca-Kőrös megyében. Közigazgatásilag Apajkeresztúrhoz tartozik.

## Fekvése
Kaproncától 19 km-re, községközpontjától 9 km-re nyugatra, a Kemléki-hegység völgyében fekszik.

## Története
1857-ben 419, 1910-ben 501 lakosa volt. A trianoni békeszerződésig Varasd vármegye Ludbregi járásához tartozott. 2001-ben 173 lakosa volt.

## Nevezetességei
A Szentháromság tiszteletére szentelt temploma egyhajós épület, téglalap alaprajzú hajóval, és a hajóval azonos szélességű háromoldalú szentéllyel. A harangtorony a nyugati főhomlokzaton található. A nyeregtetős tetőt hódfarkú cserép, a harangtornyot pedig ónlemez borítja. A hajó területe csehsüvegboltozatos, míg a szentély félkupolával van fedve. A külső jellemzője a sík falfelületek egyszerű dekoráció nélküli kialakítása. A fából készült ikonosztáza a 19. század elejéről származik. A templom, mely  a 18. század második felében épült barokk jellegzetességekkel rendelkezik.